# Beigebröstad tangara
Beigebröstad tangara (Thlypopsis inornata) är en fågel i familjen tangaror inom ordningen tättingar.

## Utbredning och systematik
Fågeln förekommer i Anderna i nordvästra Peru, med fynd gjorda i angränsande södra Ecuador. Den behandlas som monotypisk, det vill säga att den inte delas in i några underarter.

## Status
IUCN kategoriserar arten som livskraftig.

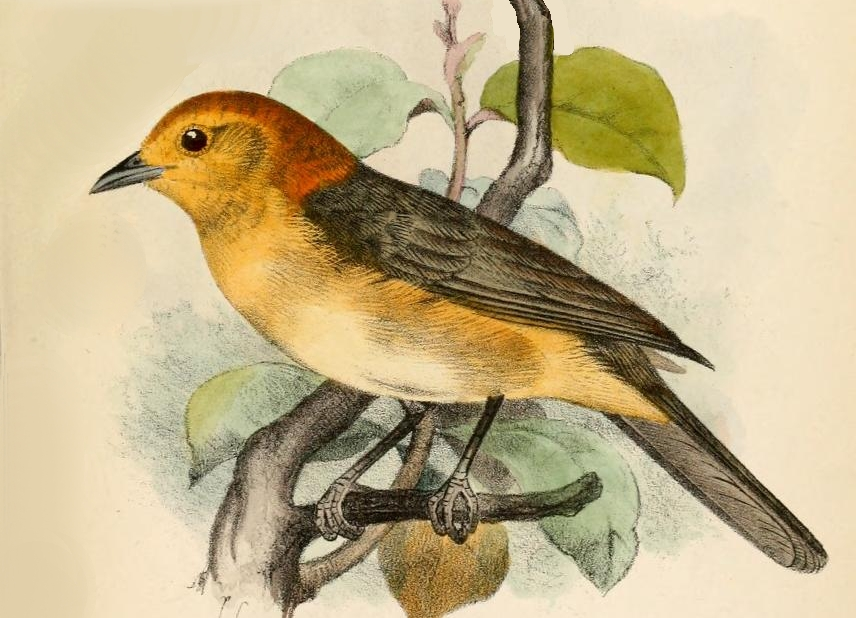